# Pterostylis longifolia
Pterostylis longifolia är en orkidéart som beskrevs av Robert Brown. Pterostylis longifolia ingår i släktet Pterostylis och familjen orkidéer. Inga underarter finns listade i Catalogue of Life.